# إيدا غوثيلدا نيلسون
إيدا غوثيلدا نيلسون (بالسويدية: Ida Nilsson)‏ (7 فبراير 1840 - 24 ديسمبر 1920) فنانة سويدية (نحاتة).
ابنة الأستاذة وعالم الحيوان، سفين نيلسون من مدينة لوند ، وكانت تعمل كمساعد لوالدها. كانت نيلسون أيضًا طالبة عند الفنان الدنماركي جاكوب جريشاو . شاركت في معرض الأكاديمية الملكية السويدية للفنون في عام 1875 ، وكانت مسجلة أيضًا لدى الأكاديمية الملكية السويدية للعلوم .